# آمبرز
آمبرز (بالإنجليزية: Ambriz)‏ هي أحد مدن دولة أنغولا. وهي تتبع جغرافياً لمقاطعة بينغو. يبلغ تعداد سكانها 24746 نسمة حسب الإحصاء الذي جرى عام 2009. كما يوجد مطار بالمدينة.
الصيد هو النشاط التقليدي في المدينة. يأتي بعده وعلى نطاق محدود النشاط الزراعي. في الماضي كان آمبرز منطقة تجميع منصة النفط والغاز ساحة (PETROMAR)، الذي دمر عام 1992. أعلنت شركة أنغولا البرتغالية خطط لبناء محطة وقود الديزل الحيوي الذي سيتم تغذيها باستخدام زيت النخيل.